# Dungarvon River
Der Dungarvon River ist ein etwa 82 km langer rechter Nebenfluss des Renous River in der kanadischen Provinz New Brunswick.

## Flusslauf
Der Dungarvon River entsteht am Zusammenfluss von North Branch und South Branch Dungarvon River südwestlich des Naturschutzgebietes Kennedy Lakes. Der Fluss fließt anfangs 30 km nach Südosten. Bei Boars Head Narrows wendet sich der Dungarvon River in Richtung Ostnordost. Der Dungarvon River mündet schließlich in den Renous River, 11 km oberhalb dessen Mündung in den Southwest Miramichi River. Der Flusslauf befindet sich im Südwesten des Northumberland County. Nördlich des Dungarvon River verläuft der South Branch Renous River und der Renous River, weiter südlich befindet sich der Flusslauf des Bartholomew River. Das Einzugsgebiet des Dungarvon River ist hauptsächlich bewaldet.
Die beiden Quellflüsse North Branch und South Branch Dungarvon River sind beide etwa 10 km lang und entspringen auf 470 m Höhe. Die Route 108 führt ein Stück entlang dem South Branch und überquert den North Branch kurz vor der Vereinigung der beiden Quellflüsse.
Im Flusssystem des Dungarvon River kommt der Atlantische Lachs vor.